# Willa Podskale w Krakowie
Willa Podskale zlokalizowana jest w Podgórzu, dzielnicy Krakowa, będącej do 1915 roku odrębnym miastem. Zaprojektowana w stylu architektury secesyjnej przez Antoniego Dostala (autora 55 krakowskich realizacji) i zbudowana w 1909 roku stanowi wyjątkowy przykład zabudowy mieszkalnej przełomu XIX/XX wieku charakterystycznej dla obrzeży Podgórza. 
Willa Podskale, która została wpisana do rejestru zabytków 5 maja 1992 roku pod numerem A-912, usytuowana jest w sąsiedztwie nielicznych już domów pochodzących z tamtego czasu oraz na trasie ważnych zabytków Podgórza.

## Wartość zabytkowa i historyczna budynku
Budynek wzniesiony w obszarze skarpy, na działce narożnikowej ulic Podskale i Zamoyskiego, na planie trapezu, co daje jej unikalną formę, pozwalającą na ekspozycję trzech narożnikowych ścian zewnętrznych. O wartości artystycznej Willi świadczą frontowy półkolisty ryzalit z balkonem ozdobionym secesyjną balustradą, faliste formy ścian szczytowych i ich dekoracje oraz kamienna klatka schodowa z metalową balustradą o pięknych secesyjnych wzorach. Na uwagę zasługuje również drewniana stolarka o zróżnicowanym kształcie, dostosowanym do podkreślenia głównych osi kompozycyjnych elewacji, a szczególnie półokrągła forma okien i drzwi wspomnianego ryzalitu oraz wieloosiowych pozostałych elewacji utrzymanych w charakterze budynku secesyjnego również dzięki odtworzeniu drewnianej stolarki okien polskich, odpowiadającej ich pierwotnej formie. 
Willa Podskale stanowi unikatowy pomnik architektury secesyjnej, jest jedyną w całym Krakowie wolnostojącą kamienicą zaprojektowaną w czystym stylu secesyjnym. Stanowi ważny element tożsamościowy dzielnicy, świadectwo jej historycznej, oryginalnej tkanki miejskiej z okresu samodzielności Wolnego Królewskiego Miasta Podgórze (1784-1915).  

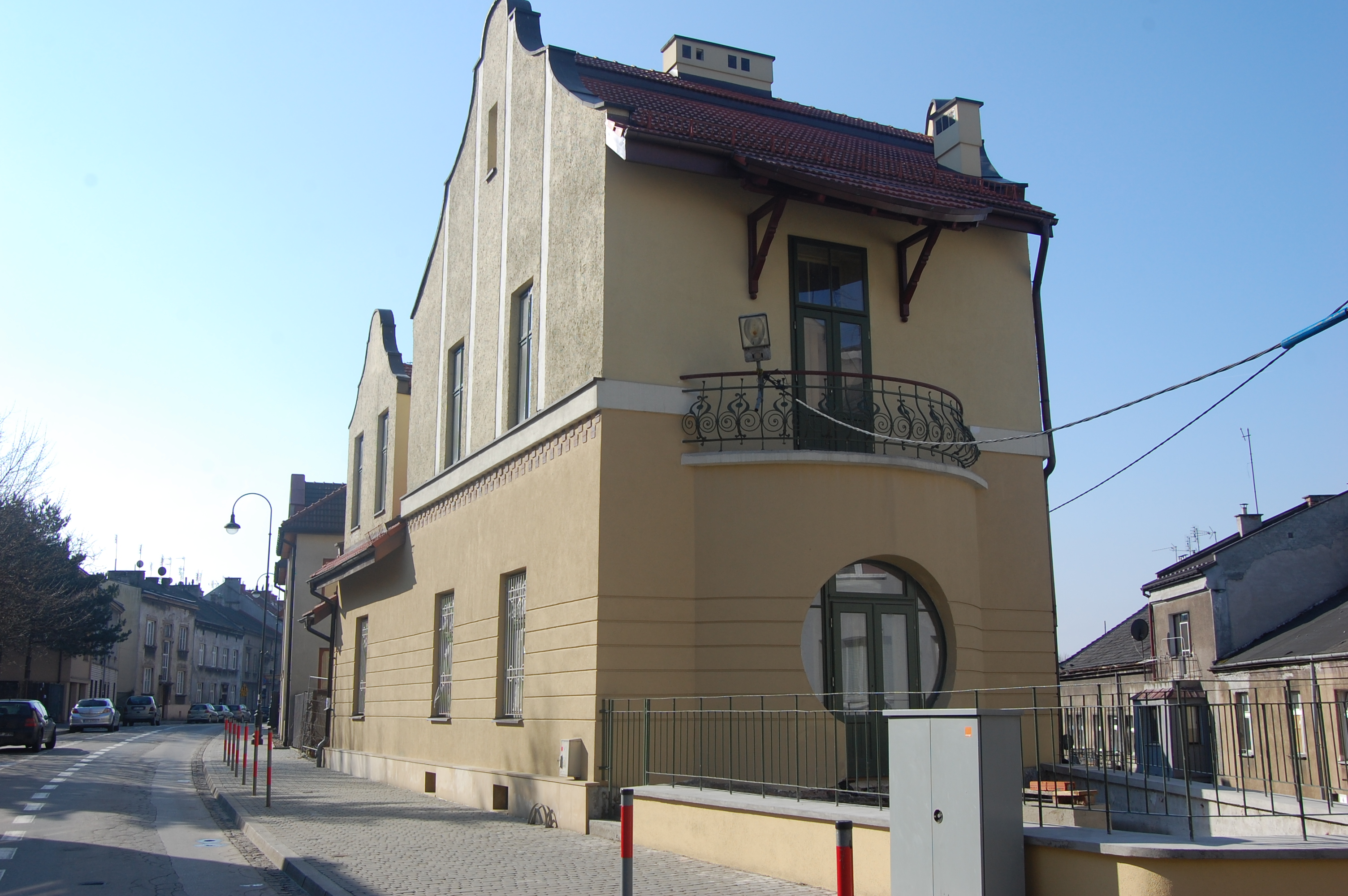
Willa Podskale z głównym elementem ekspozycji elewacji w formie półkolistego ryzalitu z balkonem ozdobionym secesyjną kutą balustradą
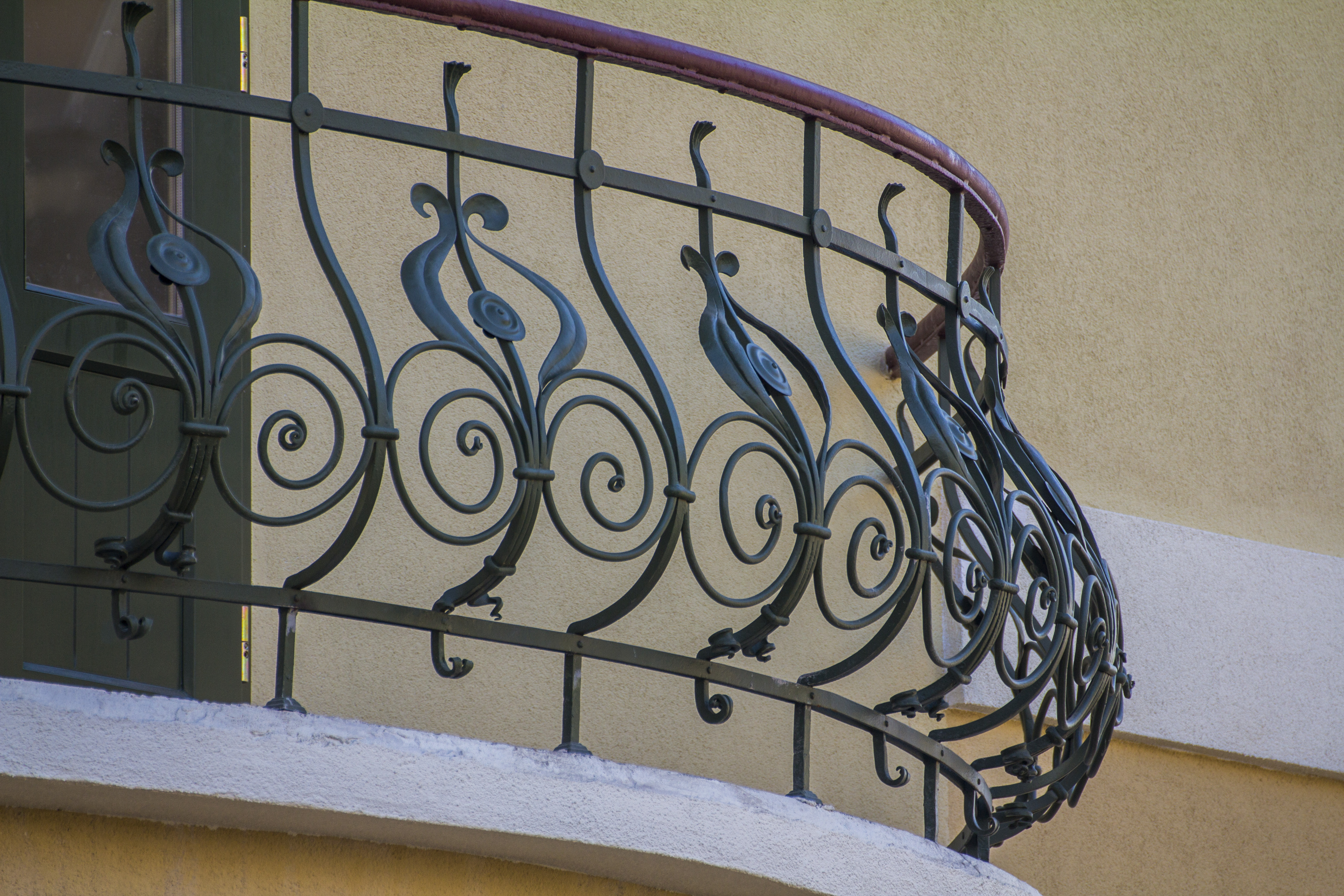
Secesyjna kuta balustrada ozdabiająca balkon Willi Podskale
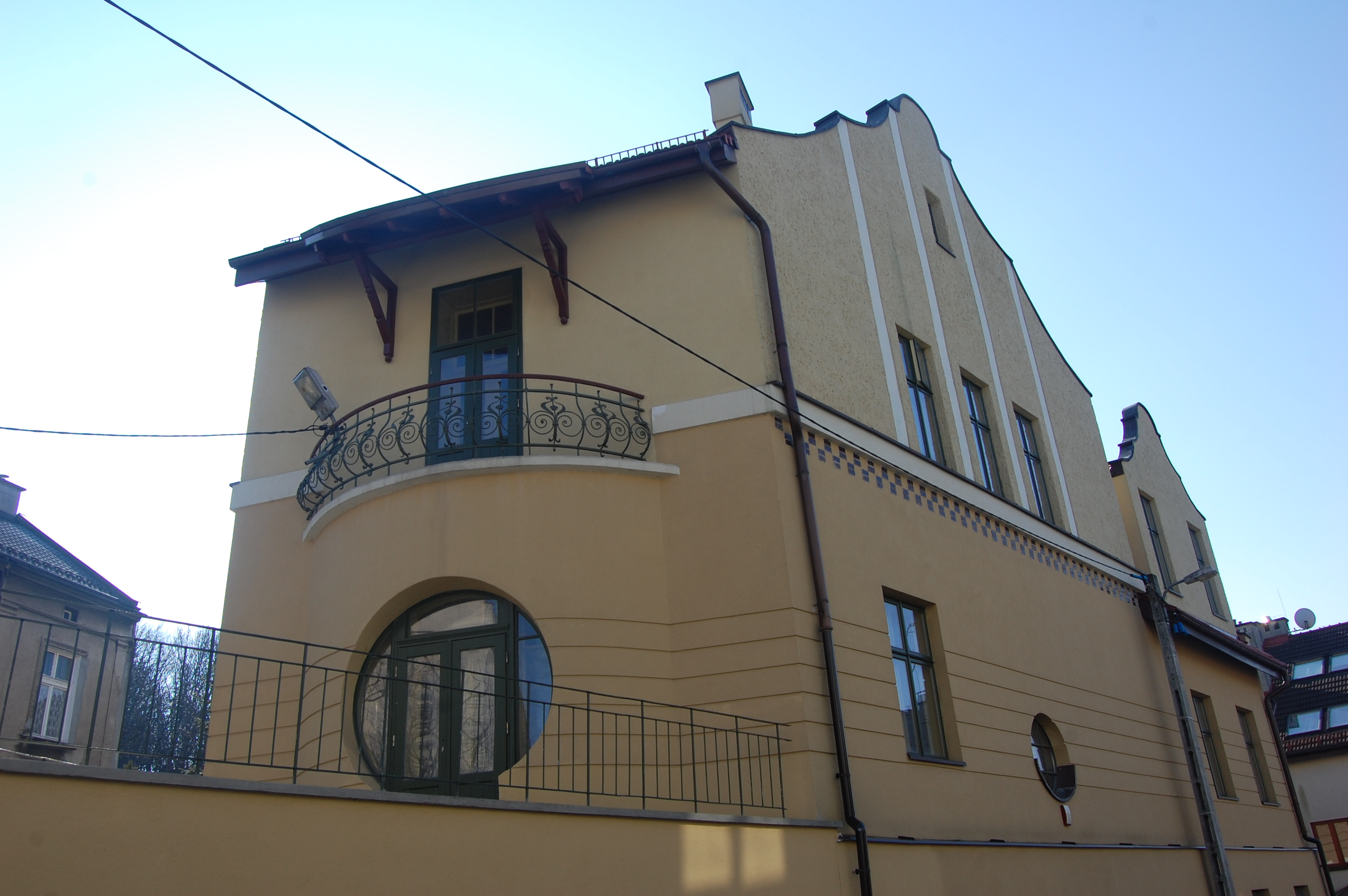
Elewacja Willi Podskale została utrzymana w charakterze budynku secesyjnego również dzięki odtworzeniu drewnianej stolarki okien polskich, odpowiadającej ich pierwotnej formie